# Погост Лука
Погост Лука — село в Усть-Кубинском районе Вологодской области.
Входит в состав Высоковского сельского поселения (с 1 января 2006 года по 9 апреля 2009 года входило в Митенское сельское поселение), с точки зрения административно-территориального деления — в Митенский сельсовет.
Расстояние до районного центра Устья по автодороге — 24 км, до центра муниципального образования Высокого по прямой — 12 км. Ближайшие населённые пункты — Сергеевское, Зубарево, Прилуки, Малое Линяково.
По переписи 2002 года население — 41 человек (16 мужчин, 25 женщин). Преобладающая национальность — русские (95 %).
Справка информационного отдела Вологодской епархии
Никольский приход был образован на месте Святолуцкого Николаевского мужского монастыря. Преподобные Дионисий Глушицкий и Пахомий Великоозерский пришли по восточной стороне озера Кубенского из Спасокаменного монастыря и сначала воздвигли деревянную церковь Николая Чудотворца. Расписал храм сам преподобный Дионисий Глушицкий, впоследствии покинувший обитель и образовавший новую пустынь на реке Глушице.
Пахомий Великоозерский остался во Святой луке. В 1630 году в приписной Святолуцкой пустыни стояли две деревянные церкви: холодная Николаевская и тёплая с трапезой, освящённая в честь Сретения Господня. Церковь Николая Чудотворца во Святой Луке, в вотчине Спасокаменного на Кубенском озере монастыря, в Вологодском уезде, упоминалась в окладной книге 1618 года.
Затем была построена каменная церковь Николая Чудотворца — приходская Святолуцкая Николаевская церковь, каменная, двухэтажная, с 4 престолами. Нижняя церковь устроена в 1786 г., верхняя — в 1790 г. Освящены престолы в честь Святителя Николая Чудотворца — главный, Сретения Господня, иконы Божией Матери «Казанская», великомученицы Екатерины Александрийской. Обновлённый придельный храм во имя Святителя Николая Мирликийского освящён 4 ноября 1879 г. Под спудом почивали мощи преподобного Пахомия Великоозерского.
Местоположение церкви: на 1859 год — погост Святолуцкий Николаевский, в 1-м стане Вологодского уезда, при реке Сухоне. К приходу были приписаны пять часовен: в деревне Большая Верхотина, Малое Линяково, Капустино, Калиново, Шера.
В 20-30 годах XX века, при установлении Советской власти, члены местной партийной ячейки жестоко разрушили храм. Они вбивали в окна шпалы, затем их поджигали. Шпалы горели медленно, церковь нагревалась и, в конце концов, рухнула. Кирпич был развезён по дорогам для засыпки сырых мест, где образовалась ещё больше непроходимая топь. Иконостас был сожжён неподалёку от деревни Сергеевской. Местные прихожане под угрозой жизни смогли спасти кое-что из убранства церкви, сохранить несколько икон. Александра Васильевна Патралова спасла высеченный из дикого камня крест, который в своё время приплыл против течения к церкви и был поставлен в храме на деревянной тумбе под стеклом. Смелая женщина прятала его в задней части дома зарытым в землю, заваленным сеном. В настоящее время крест передан в село Архангельское в церковь Святого Духа, где на нём проявился Лик Иисуса Христа.
На сегодняшний день от разрушенной Никольской церкви сохранился только холм. Рядом с ним — Святолуцкий Николаевский погост, где похоронены и до сих пор хоронят местных жителей.
Здесь покоится преподобный Пахомий Великоозерский, насельники Святолуцкого Николаевского монастыря, священники, служившие в Николаевской церкви, прихожане, учителя Прилукской церковно-приходской школы, учителя начальных и восьмилетних школ.

## Фотографии
- Погост Лука. Кладбище военнопленных 1916-1918. Немцы
- Погост Лука. Кладбище военнопленных 1916-1918. Австро-венгры
- Погост Лука. Кладбище военнопленных 1916-1918. Панорама
- Погост Лука. Поклонный крест
- Погост Лука. Часовня (строящаяся)
- Погост Лука. Берег